# Koziołek (Rusinów)
Koziołek – część wsi Rusinów w Polsce położona w województwie podkarpackim, w powiecie kolbuszowskim, w gminie Majdan Królewski.
W latach 1975–1998 miejscowość administracyjnie należała do województwa tarnobrzeskiego.